# 游姓
游姓是華人姓氏之一，於《百家姓》中排401。

## 起源
游姓的起源如下： 
一、出自姬姓，以祖之表字命姓：
據《姓氏考略》所載，周厲王的兒子王子友，被其兄周宣王封於鄭，建立鄭國。至春秋時期鄭國國君鄭穆公之子公子偃，字「子游」，他的孫子游眅以祖父之字命姓，其後世皆以「游」命姓，是謂「游姓」，是鄭國七穆之一。
二、出自姬姓，春秋晋国公族有游氏。
三、出自王姓：
明朝永樂年間，開閩王氏王恁後裔王念八與游念四(游信忠)，帶領兩姓客家人到福建漳州詔安縣秀篆鎮開墾，王念八將其中一個兒子王先益，過繼給游念四之孫游信忠，王先益遂改姓游。後來此枝後裔繁盛，是謂「王游氏」。
為與其他游姓之「清游」(也稱「方游」)區隔，宗親有將「游」字中間的「方」改寫為「才」的習慣，因此又稱「才游」，即「㳺」字。

## 郡望堂號

### 堂號
美秀堂：春秋時，有游吉（游眅弟弟）貌美才秀，舉止文雅，熟于典故。他繼名相子產之後任鄭國宰相，為政寬和。
仁和堂：北魏游明根任大鴻臚，處身仁和，接物禮讓。故游氏又稱「仁和堂」。
盛衍堂：詔安縣王游氏四漢隨俞大猷抗倭寇，立下殊功，建祠於福建漳州龍潭，是謂「盛衍堂」。

### 郡望
廣平郡：漢景帝時置郡。相當於現在河北省南部邯郸市永年区一帶。
馮翊郡：漢武帝時置左馮翊，为「三輔」之一，三國時魏改為馮翊郡。相當於現在陝西省大荔縣一帶。
立雪郡
東興郡

## 延伸阅读
[在维基数据编辑]
 《百家姓》
 《欽定古今圖書集成·明倫彙編·氏族典·游姓部》，出自陈梦雷《古今圖書集成》